# Калинина, Таисья
Таисья Калинина (11 августа 2005, Москва, Россия) — актриса российского кино и сериалов. Получила известность в 2022 году после выхода на экраны фэнтези «Красная Шапочка», в котором сыграла заглавную роль. В 2023 году фильм «Один маленький ночной секрет» режиссёра Наталии Мещаниновой, в котором она также сыграла главную роль, был приглашён на Роттердамский международный кинофестиваль, получил положительные отзывы отечественных кинокритиков и с успехом прошёл на целом ряде фестивалей в России, но ему было отказано в разрешении на широкий прокат.
Статьи об актрисе и интервью с ней были размещены в журналах «Hello!», «The Voice» и «Собака.ру». Интернет-проект газеты «Комсомольская правда» «Сериалы» назвал Таисью Калинину среди семи «молодых российских актёров и актрис, за которыми стоит следить в 2025 году». «Она одна из самых интересных российских актрис нового поколения», — подводит итог рассказа о ней журналист Сергей Ефимов.

## Биография
Таисья Калинина родилась в Москве 11 августа 2005 года в интеллигентной семье. Её мать по профессии логопед, работает с маленькими актёрами, отец — инженер на производстве. Старшая сестра живёт в Израиле. В сериале «Охотники за призраком» (2024), сьёмки которого проходили в Казахстане, она выступила дублёром младшей. Мечта об актёрской карьере появилась у Таисьи Калининой в 9 лет во время просмотра сериала. Героем его был ребёнок её возраста и девочка решила, что могла бы сыграть эту роль не хуже.
В детстве и юности Таисья занималась в секции карате, куда её отвёл отец. Другими увлечениями девочки были шахматы, гитара и народные танцы. Калинина рассказывала, что «обычные государственные учреждения» ей не нравились и учиться в них было тяжело. В интервью журналу «Собака.ру» она говорила о своей лени и неоднократных попытках выдумывать предлог, чтобы не ходить в школу. Однажды она настолько убедительно симулировала болезнь, что даже была госпитализирована.
В седьмом классе, после начала активных съёмок в кино и на телевидении, она поступила в школу при Киноколледже № 40 «Московская международная киношкола» на Шаболовке. Таисья отмечала присутствие в этом учебном заведении «свободы, равенства и братства», особо отмечала, что в нём «все в хорошем смысле слова повёрнуты на искусстве». В процессе обучения в колледже Таисья пробовала поступать в театральные вузы, однако неудачно. Также, она проходила прослушивание во Всероссийский государственный институт кинематографии имени С. А. Герасимова на актёрский курс к заслуженному артисту Российской Федерации Владимиру Вдовиченкову, но и эта попытка завершилась неудачей.
Широкую известность Таисья Калинина приобрела в 2022 году после выхода на экраны приключенческого фильма в жанре фэнтези «Красная Шапочка», в котором она сыграла заглавную роль. Фильм является вольной фантазией на классический сюжет народной сказки, обработанной Шарлем Перро и братьями Гримм. Действие происходит в далёком прошлом и в современной России, по подсчётам кинокритика Тимура Алиева компьютерная графика, задействованная в создании пейзажа, интерьера и персонажей занимает до 80% экранного времени. Партнёрами в фильме стали заметные актёры российского кино и театра Алексей Серебряков, Екатерина Климова и Ирина Розанова. Вместе с тем, реакция кинокритиков на фильм и игру в нём самой актрисы была достаточно негативной, хотя они отмечали отдельные сильные стороны исполнительницы роли главной героини.
Высокую оценку получил другой фильм, в котором Таисья Калинина «удивительно точно», по словам кинокритика газеты «Известия» кандидата филологических наук Сергея Сычёва, сыграла главную роль. Он посвящён теме семейного насилия. Калинина играет девочку-подростка, которая стала жертвой сексуального насилия отчима. Она вынуждена молчать об этом. Возможностью вырваться из привычного для неё мира становится разрешение родителей отметить праздник Нового года со сверстниками. Там будут друзья, у которых много собственных проблем, и которые тоже в каком-то смысле сами являются жертвами. Надежда на искреннюю и взаимную любовь, однако, приведёт героиню фильма к новому разочарованию. Фильм «Один маленький ночной секрет» режиссёра Наталии Мещаниновой был приглашён в 2023 году на Роттердамский международный кинофестиваль, но не получил разрешения на широкий прокат на территории России. Кинокритик Антон Долин писал о фильме, что это «не только художественно яркое, убедительное и талантливое — но и противостоящее насилию и лицемерию» произведение, в котором «„перестроечный жесткач“ из жизни неприкаянных подростков органично сплетается с языком нового феминистского кино о природе абьюза и бытового насилия. Невинные забавы вдруг оказываются смертельно опасными, первая случайная влюбленность едва не оборачивается убийством или суицидом».
В 2024 году Таисья Калинина сыграла роль четырнадцатилетней Глаши в картине «Обе две» — одного из трёх главных женских персонажей фильма, в котором, по выражению журнала «Forbes», «героини отчаянно сопротивляются взаимному сближению на фоне общей утраты, но всё-таки проникаются любовью друг к другу». По сюжету фильма бабушка Глаши умирает, после чего две её тёти должны определиться, кто из них оформит опекунство над девочкой. «Находящаяся в пиковой фазе подросткового бунта» героиня Таисьи Калининой понимает, что родственницы к ней безразличны и заняты собственными роблемами. Партнёрами актрисы выступили Кристина Асмус и Валентина Мазунина.
Актриса активно снимается в сериалах разных жанров. Среди них: «Мир! Дружба! Жвачка!»,  «Трасса», «Что-то положительное». Автор рецензии в журнале «КиноРепортёр» на сериал «Что-то положительное», в котором Калинина сыграла главную женскую роль, выделяет двух актёров Любовь Толкалину и Анастасию Калинину и вслед за этим утверждает: «И если Толкалина уже давно всем и всё доказала, то Калинина… продолжает заявлять о себе как о зрелой актрисе и уверенно шагает к взрослым центральным ролям». Несколько раз актриса выступала на театральных подмостках. В 2017 году в спектакле-мюзикле «Мальчик-с-пальчик» (режиссёр и драматург Лев Яковлев) она исполнила главную роль Невелички. Калинина снималась в рекламе. В частности с ней в качестве фотомодели сотрудничали фирмы Cherrywood, Patrizia Pepe, Monochrome, Principi di Bologna, итальянский бренд модной одежды Pinko.
Интернет-проект газеты «Комсомольская правда» «Сериалы» назвал Таисью Калинину среди семи «молодых российских актёров и актрис, за которыми стоит следить в 2025 году». «Она одна из самых интересных российских актрис нового поколения», — подводит итог рассказ о ней журналист Сергей Ефимов.

## Кинокритики о Таисье Калининой
Вот что писал кинокритик Тимур Алиев в рецензии на фильм в статье на сайте РБК: «На первом плане Таисья Калинина — молодая и подающая надежды актриса, которая, возможно, ещё не очень хорошо понимает, от каких проектов стоило бы отказаться. «Красная Шапочка» — её дебют в полнометражном кино… Девушка воплотила на экране робкую героиню, которая большую часть хронометража спорит с родственниками по поводу предназначения и бежит от опасности. В отдельных эпизодах Калинина вызывает эмпатию, но, если говорить глобально, точным попаданием в образ её игру трудно назвать. То и дело актриса переигрывает, будто забывая, что играет перед камерой, а не на театральной сцене. Отыгрыши Таисьи слишком бросаются в глаза, не оставляя никакой дистанции и тайны между персонажем и зрителем. Её Красная Шапочка видна как на ладони, с ней сразу все понятно».
Кинокритик Антон Долин отмечал в отношении фильма  «Один маленький ночной секрет»: «Безупречны в этом ритуальном танце молодые актеры — прежде всего, звезда фильма Таисья Калинина (Мира), а также Елизавета Запорожец (Лера), Даниил Киселев (ее брат Игорь), Олег Савостюк (Даня, гость из далекой романтической Риги) и Ульяна Васькович (Ульяна)».
Кинокритик Лариса Малюкова описывает изменение персонажа Таисьи Калининой в фильме «Один маленький ночной секрет»: в начале в семейном кругу «Мира (Таисья Калинина) — колючая бука, с виду совсем ребёнок, только-только заглядывающий за порог взрослости», позже, оказавшись среди сверстников, — «маленькая застенчивая Мира уже не с мёртвыми, ожившими глазами во взрослой компании — чисто Наташа Ростова». Вывод, который делает Милюкова: «Работа Таисьи Калининой… вне всяких эпитетов — кишками наружу. Вообще-то Таисье — восемнадцать, но выглядит она совершенным ребёнком, а опыт (у молодой актрисы, несмотря на возраст, большая фильмография) помог погрузиться в этот кромешный личный ад, из которого нет выхода».
В интервью профессиональному сайту кинематографистов ProfiCinema режиссёр фильма рассказывала: Таисью Калинину зацепил сценарий, но её родители возражали против участия дочери в фильме. В ответ на это юная актриса заявила: «Если вы запретите мне сниматься в фильме, то я уйду из дома». Во время съёмок она работала как настоящий профессионал, но интимных сценах вместо неё снималась дублёр, пос ловам Наталии Мещаниновой, «чтобы сохранить деликатность по отношению к юному телу актрисы». Впоследствии Таисья сказала: «Я не знаю, почему вы все меня хвалите, я же там совсем ничего не играю», и призналась режиссёру, что к фильму у неё личное отношение. Мещанинова, отталкиваясь от этого, утверждала: «стало понятно — через роль она транслировала собственную травму, свой опыт, который ей нужно было пережить». Кинокритик газеты «Комсомольская правда» Светлана Хохрякова так охарактеризовала исполнение Калининой своей роли в фильме: «очень талантлива, словно без кожи».

## Личность
Актриса говорит о себе: «у меня… своё понятие красоты. Для меня идеал — девушка-хиппушка, сбежавшая из леса. Естественная, без косметики, у неё солнце в распущенных волосах и абсолютное счастье в глазах. Для меня красота — в свободе… глянец как будто ставит рамки, сдерживает — мне в нём некомфортно». Среди своих положительных качеств она называет «упорство, выносливость, умение подстраиваться под любые обстоятельства».
Таисья жаловалась на отсутствие друзей в детстве. Она отмечала, что в юности ситуация несколько изменилась, теперь круг близких друзей-сверстников включает молодого человека и «две-три близкие подружки». В то же время, даже в возрасте 20 лет Калинина признавалась, что не может познакомиться с кем-то в реальной жизни, поэтому предпочитает делать это в интернете. Она утверждала, что никогда не попадала в любовные треугольники. Если кто-то из юношей, к которому она испытывала симпатию, не отвечал ей взаимностью, то девушка принимала решение: «Ничего страшного, ладно».
В 2025 году девушка рассказала о своей любви к мотоциклам и другим экстремальным видам спорта. Музыкальные предпочтения: хип-хоп, рэп, гитара и глюкофон, в меньшей степени мантры, фольклорные мелодии. Калинина сама любит петь, воспринимая песню как «крик о помощи: когда эмоции накапливаются, понимаешь, что нужно проораться и пропеться». В одном из интервью того же 2025 года, правда, Калинина утверждала, что в свободное от работы время занимается «вязанием или любым другим хобби, которое занимает руки», а иногда даже «целый выходной день» готова остаться дома в кровати для вязания («главное, чтобы никто не трогал 6–7 часов»).
Среди факторов, которые осложняют работу в кино Таисья называла собственную внешность (слишком молодо выглядит) и избыточно серьёзное отношение к работе. В качестве иллюстрации первого фактора она приводила пример: продюсеры сериала «Что-то положительное» сомневались, что актриса сумеет справиться с интимными сценами. Её партнёру она также казалась маленькой девочкой, хотя разница в возрасте между ними была всего два года. В результате Таисья обратилась к нему со словами: «Мне самой тебя учить, как женщину брать? Или я что, не симпатичная?». Это убедило продюсеров.
В интервью журналу «Hello!» актриса на вопрос о предпочтениях в кино заявила: «Весь этот арт-хаус, пожалуйста, без меня», также она сообщила, что не хотела бы «сниматься абсолютно голой». Она мечтает проявить себя на театральной сцене и хотела бы поработать с зарубежными режиссёрами, например с Ларсом фон Триером, который, по мнению актрисы, мог бы заинтересоваться её фильмом «Маленький ночной секрет» и фильмографией в целом. Таисья Калинина говорит, что плохо понимает тех, кто полностью поглощён на кино. «Здесь бешеная конкуренция», — утверждает она, — «и это нужно постоянно помнить и не относиться слишком серьёзно ко всему [что происходит в кино]».

## Фильмография
| Год          |   | Название                          | Роль                      |
| ------------ | - | --------------------------------- | ------------------------- |
| 2018         | с | Отчим                             | Маленькая Маша            |
| 2018         | ф | Нежность (короткометражный фильм) | Имя персонажа не указано  |
| 2019—2023    | с | Училки в законе                   | Лера                      |
| 2019         | с | Женщина в состоянии развода       | Алиса                     |
| 2019         | ф | Линия жизни                       | Олеся                     |
| 2020 — н. в. | с | Мир! Дружба! Жвачка!              | Софа                      |
| 2020—2024    | с | Нежность                          | Имя персонажа не указано  |
| 2020—2021    | с | Чикатило                          | Таня Глагольцева          |
| 2020 — н. в. | с | Родком                            | Молодая Суркова           |
| 2020—2021    | с | Красная зона                      | Зоя                       |
| 2020         | с | Скорая помощь 3                   | Белая                     |
| 2021 — н. в. | с | Хрустальный                       | Ира, 13 лет               |
| 2021—2023    | с | Контейнер                         | Ида                       |
| 2021 — н. в. | с | Медиатор                          | Саша                      |
| 2021 — н. в. | с | В активном поиске                 | Соня, подружка Саши       |
| 2021         | с | Наперекор судьбе                  | Дина, в титрах не указана |
| 2022 — н. в. | с | Оффлайн                           | Ольга Чижова              |
| 2022         | ф | Красная Шапочка                   | Красная Шапочка           |
| 2022         | ф | Край надломленной луны            | Саша в детстве            |
| 2022         | с | Хочу не могу!                     | Саша                      |
| 2022 — н. в. | с | Спецбат                           | Юлька                     |
| 2023         | с | Сны Алисы                         | Саша, девочка из сна      |
| 2023         | ф | Один маленький ночной секрет      | Мира                      |
| 2023         | ф | Девка-баба: Кукла-чародейка       | Таня                      |
| 2023         | ф | Туда и обратно                    | Марина                    |
| 2023 — н. в. | с | Госпожа                           | Маруся в 14 лет           |
| 2024         | ф | Пальма 2                          | Даша                      |
| 2024         | ф | Лапин                             | Лиза                      |
| 2024         | ф | Обе две                           | Глаша                     |
| 2024         | с | Папа Миа                          | Аня Котова («Коша»)       |
| 2024         | с | Трасса                            | Светлана Незнамова        |
| 2025         | с | Охотники за призраком             | Алина                     |
| 2025         | с | Как приручить лису                | Дина                      |
| 2025         | с | Что-то положительное              | Настя Кравцова            |